# ジェイク・ヴォスクール
ジェイク・ヴォスクール（Jake Voskuhl,本名:Robert Jacob Voskuhl,1977年11月1日 - ）はアメリカ合衆国オクラホマ州タルサ出身のバスケットボール選手。NBAで活躍した。ポジションはセンター。身長211cm、体重115.7kg。

## 経歴

### 学生時代
コネチカット大学に4年間在籍し、リチャード・ハミルトン、カリッド・エル＝アミンらと共に、1999年のNCAAトーナメント制覇に貢献した。

### NBA
2000年のNBAドラフトでシカゴ・ブルズから2巡全体33位で指名を受けた。最初のシーズンに16試合出場した後、2年目の2001-02シーズン前にスマイラ・サマキとの交換でフェニックス・サンズへ移籍した。サンズには4年間在籍し、2001-02シーズンと2003-04シーズンの多くの試合で先発を務めた。
2005年8月に、ドラフト2巡目指名権との交換で創設2年目のシャーロット・ボブキャッツに移籍し、貴重なベテラン選手として活躍。2006-07シーズン終了後にミルウォーキー・バックスと契約を結んだ。
2008年12月、トロント・ラプターズと契約を結んだ。

## その他
- ジェイク・サカリディスと共にサンズに所属していた頃は、サカリディスと比べると身長が低かったので、「LJ（リトル・ジェイク）」と呼ばれた[4]。